# 原子之心
《原子之心》是一款由工作室Mundfish的俄罗斯分部开发的动作角色扮演与第一人称射击游戏。本作在俄罗斯、亚洲和世界其他地区分别由VK Play、4Divinity与Focus Entertainment发行。游戏于2023年2月21日发布，登陆Microsoft Windows、PlayStation 4、PlayStation 5、Xbox One及Xbox Series X/S。

## 故事簡介
故事發生在架空歷史的蘇聯，天才科學家謝切諾夫發明了一種可編程液態物質“聚合物”，令蘇聯的科技有了飛躍的進步，機械和能源科技領先全世界。蘇聯在第二次世界大戰戰勝德國後，也開發出電腦網絡系統“大集體”與植入式終端“思想”來控制機器人，並在一個位于哈萨克的浮空工業園區“3826号設施”來生產各式各樣的機器人，令人類的生活變得更加便利。但在1955年，當謝切諾夫將“大集體”升級做“大集體2.0”的時候，3826号設施的機器人們突然發狂屠殺人類。

## 世界觀與設定

### 時間表
1936年
為了創造液態的訊息載體，蘇聯的科學家德米特里·謝爾蓋耶維奇·謝切諾夫博士將重水與矽的元素特性相結合，發現了一種特殊的物質「聚合物」，這是個科學界前所未見的塑膠電力儲存設備，這種不尋常物質從根本上影響世界的歷史的進程。
1937年
蘇聯的科學家和優秀人才們聯合起來組成了一個科學團隊，成員有瓦維洛夫、扎哈羅夫、科羅廖夫、庫爾恰托夫、列別捷夫、巴甫洛夫、菲利蒙耐科和切洛梅等，而發明聚合物的謝切諾夫博士則是作為團隊的領導人。
1939年
第二次世界大戰開始了，蘇聯與納粹德國進行直接的武裝對抗。同年的10月借助聚合物的電化學特性，謝切諾夫博士和蘇聯的科學家菲利蒙耐科一同發明了一種小巧的冷核融合反應堆“聚合物氫電池”，為機器人學開闢了全球前景。很快，蘇聯的大腦研究所發明了可全向行進的三輪結構機器人。
1941年
谢切诺夫博士向政府申請的研究項目获得批准，並在几年後全国各地开始兴建一系列科研和生产综合设施。这些设施都是国家项目“3826号设施”一部分，但研发领域各个不同，開始对机器人学和聚合物的研究全面展开。
1942年
在6月，第三帝國意識到崩潰已不可避免，而向對全世界和敵人釋放了一種致命的瘟疫病毒，名為“褐色病毒”。病毒以驚人的速度摧毀人類，這場可怕的流行病毒幾乎無藥可救，任何可用的醫療藥物也無能為力。在這年以同盟國戰勝軸心國為結果，結束了長達4年的第二次世界大戰，在戰爭期間，蘇聯因為戰爭損失約一千萬人，而一億五千萬的蘇聯公民成為棕色病毒的受害者。
1943年
第二次世界大戰結束後，世界各國在莫斯科簽署了《莫斯科公約》，其中一項條款是禁止在軍事上使用火焰噴射器。在同年蘇聯啟動一項發展工業和國家經濟的全球國家計畫，同時作為共同國家項目的一部分，建立了3826號設施，在完成研究和生產綜合體的網路的建設後，每個研究和生產綜合體都在所屬的領域進行開發。
1944年
海王星綜合體建立在3826號設施境內的人工湖—「拉祖爾湖」的底部。
1946年
在6月11日，為了提高3826號設施境內上的機器人控制效率，謝切諾夫博士帶領一隊科學家團隊，成功研發並啟動了名為“大集體”的神經網路系統的1.0版本。
1948年
蘇聯的機器人技術正在取得重大進展和良好成果，成功取代了工作場所中的人類，同時機器正在建造城市，在空中和地面上鋪設新的物流路線，為自然災害地區的人們提供幫助，並逐漸成為蘇聯人民生活中不可或缺的一部分，而新型蘇聯機器人則成功供應歐洲和美國作為人道主義援助。
1949年
根據蘇聯共產黨的法令，3826號設施境內上豎立了一座名為「呼喚祖國」的石碑，以紀念蘇聯在偉大的衛國戰爭中的勝利。
1950年
謝切諾夫博士發現，聚合物能夠融入人體，也就是所謂的“聚合物同化適應”，借助這種融合能力能夠在動植物的體內植入交互設備並與大腦相連，將動植物也納入“大集體”系統，納入系統後可用意念遠端控制機器人，並在有必要的時候瞬間掌握大量不同的資訊，這項發現也使“大集體”的2.0版本的誕生，同年的切洛梅綜合體成功進行“伊卡洛斯空中平台”的首次發射，並在3月1日「伊卡洛斯」獨自訪問了紅場。
1951年
在2月14日，蘇共中央秘密代表大會批准了「原子之心」計劃，這是對美國「人人享有能源」的全球倡議的回應，在4月12日蘇聯太空人尤里·加加林首次進入太空，同年蘇聯的月球車成功抵達月球並帶著月球土壤樣本回來，而在神經網路「集體1.0」在機器人的幫助下，根據穆希納和基巴爾尼科夫的草圖，豎立了世界上第一個人與機器聯合的作品，名為「國家的鐮刀」的石碑，到了11月3日由於一場不明原因的事故，蘇聯著名的科學人物、巴甫洛夫綜合體的神經科學主任查里頓·拉德諾維奇·扎哈羅夫去世。
1952年
蘇聯的奧運代表隊在夏季奧林匹克運動會和冬季奧林匹克運動會的獎牌榜上均名列第一，同年保加利亞發生了一起涉及美國恐怖分子的事件，蘇聯的「銀隊」的士兵參與了這起事件，並成功清除了罪名。
1954年
因為“聚合物同化適應”的發現，謝切諾夫博士和團隊發明了一個名為“思想”的植入式終端，並在經歷多次的人機交互研究試驗圓滿完成後，蘇聯開始在全聯邦推行“聚合物啟蒙計劃”，目的是把聚合物接入人體內，將蘇聯全人口進行聚合化。
1955年
在6月10日，3826號設施全體員工進行了全面聚合化，隔日6月11日，3826號設施舉行了大規模慶祝清潔日活動，這是一個由綜合體的員工所組織的節日，節日遊行在切洛梅綜合體舉行，期間謝切諾夫博士宣布了大集體神經網絡系統的2.0更新版本的發布日期定於後天6月13日，之後全蘇聯的人們都會獲得個人的“思想”設備，並融入進同一個系統，人們以後就可用意念輕鬆控制機器，然而當天節日活動就因為一位叫做維克托·瓦西里耶維奇·彼得羅夫的工程師破壞了系統程式，導致3826號設施的機器都故障而中斷，並且3826號設施境內的的所有機器人都轉變為戰鬥模式，使3826號設施的人員大量傷亡。

### 地點
靈薄域
（俄文：Лимбо ；英文：Limbo）
靈薄域是一個潛意識的超現實世界，現實與非現實的事物都存在在這裡，而進入該世界的現實生物有時會以抽象的外觀活動。該世界存在一種在現實世界沒有的生物「絨絨」。
靈感來源於靈薄獄。
3826號設施
（俄文：Предприятие 3826 ；英文：Facility No. 3826）

所屬：蘇聯
其他名稱：基洛夫
設立時間:1943
負責人：德米特里·謝切諾夫
目標：開發創造和測試改善蘇聯公民生活的技術。
3826號設施，又稱「基洛夫」，是以蘇聯共產黨早期領導人—謝爾蓋·米羅諾維奇·基洛夫名字命名。位置在哈薩克蘇維埃社會主義共和國東部，佔據了厄斯克門地區的大片山區，是蘇聯主要的研發中心，也是開發蘇聯最新的機器人和高科技的地方，聚集了蘇聯各地最聰明的人才，該設施因超額完成計劃而三度榮獲列寧勳章。
3826號設施境內有眾多實驗室、製造設施、測試區域、服務和雜物間以及支援其人員所需的便利設施。除此之外，3826號設施境內還有6個綜合體，分別為「巴甫洛夫」、「瓦維洛夫」、「海王星」、「門捷列夫」 、 「切洛梅」、「託卡馬克」，其他的地區則有「國經展覽園」，以及「瑪雅普利謝茨卡婭劇院」，這些地區都透過「磁浮系統」互連。

#### 綜合體
切洛梅綜合體
(俄文：Комплекс «Челомей» ；英文：Chelomey Complex)
位置:3826號設施
設立時間:1950
領域: 國防工業
管理者:弗拉基米爾·切洛梅
切洛梅綜合體是一個位於「伊卡洛斯飛行平台」上的自治科學城，同名的切洛梅設計局也位於此，兩者都是以蘇聯科學家—弗拉基米爾·尼古拉耶維奇·切洛梅的名字命名和由他管理。該綜合體中建造了需多住宅大樓、商店和咖啡館，也規劃設立了公園、道路、公共交通，甚至還修建了鋪設了水渠，提供許多蘇聯科學家工作、居住、娛樂的地方，人口約二千五千人，他們主要是研究人員和服務人員，而3826號設施的總部也在這裡，著名景點則有紀念蘇聯和3826號設施歷史的紀念碑，以及雕塑「祖國的呼喚」、「國家的鐮刀」和「泰坦」的小型複製品。
- 中央大樓(俄文：Центральное здание ；英文：Central Building)

中央大樓是切洛梅綜合體最大的建築，位於伊卡洛斯飛行平台的中央，也是3826號設施的總部。
該建築正門上方的文字來自於全聯盟列寧主義青年共產主義聯盟成立30週年向史達林發表的談話的修改摘錄，入口後面大廳的設計象徵著3826號設施所有活動領域的統一，其中安裝有代表國防工業領域的切洛梅複合體的雕像「劍」、代表農產品加工業領域的瓦維洛夫綜合體的雕像「尖峰」和代表醫學領域的巴甫洛夫綜合體的雕像「阿斯克勒庇俄斯之杖」等，而重要部分則是占據約5至6層樓，位於建築最上面的尖頂正下方的全景玻璃空間，此空間是謝切諾夫博士的辦公室兼會議室，室內裝潢採用現代風格，主要矚目點為民航飛機Tu-144、An-418陷入地板中的設計，象徵著3826號設施所實現的科技進步的無限可能性，辦公室內牆上則有嵌入馬賽克藝術裝置，而在辦公室下方的一個封閉區域裡有一個專門展示「原子之心」計畫的示範畫廊。
此建築的原型為位於俄羅斯莫斯科的史達林式建築，七姐妹 (莫斯科)之一的莫斯科國立大學主樓、烏蘭烏德的貝加爾國際機場和保加利亞共產黨修建的冰峰紀念碑。
海王星綜合體
(俄文：Комплекс «Нептун» ；英文：Neptune Complex)
位置: 3826號設施
設立時間: 1944
領域: 原料生產、研究水下動植物、測試水下航行器、生產聚合物
海王星綜合體是一個實驗性的水下科學城，位於3826號設施境內的「拉祖爾湖」底部，可容納1500名研究人員和1000多台專門用於進行水下研究的特殊機器人設備，是提供3826號設施的研發原料與進行水下動植物領域研究、水下航行器測試、聚合物生產的地方，而「天眼研究院」也位於此。
- 天眼研究院(俄文：Академия Последствий»  ；英文：Academy of Consequences)
管理者:亞歷山大·普里瓦洛夫

天眼研究院是一個秘密的資訊和分析中心，由亞歷山大·維克托羅維奇·普里瓦洛夫管理，負責處理來自3826號設施所有信息，協調它們的活動和自己的科學研究，預測、分析和神經網路實驗部門都位於這裡，由於其機密性，這個研究中心不僅普通員工無法進入，大多數人甚至不知道它的存在。
- 阿尼瓦燈塔(俄文：Маяк Анива   ；英文：Aniva Lighthouse)
設立時間:1939

阿尼瓦燈塔是位於拉祖爾湖岸邊的燈塔，曾被稱為中郡托科角燈塔，是3826號設施最引人注目的地標之一，在第二次世界大戰結束後，曾被蘇聯艦隊使用。該燈塔原本位於庫頁島南部，在不拆除建築物的情況下使用機器人技術，把燈塔從庫頁島運輸到位於哈薩克蘇維埃社會主義共和國的3826號設施境內的人工拉祖爾湖的岸邊，並在那裡作為一種展覽安全地重新安裝，然而事實上燈塔的真正目的是作為連接天眼研究院的水下電梯的入口之偽裝。
原型為中知床岬燈塔。
巴甫洛夫綜合體
(俄文：Комплекс «Павлов»  ；英文：Pavlov Complex)
位置:3826號設施
領域:醫學、生物工程學
管理者:伊凡·巴甫洛夫
巴甫洛夫綜合體是3826號設施的實驗性醫學和生物科學城，由蘇聯科學家—伊凡·阿列克謝耶維奇·巴甫洛夫管理，也是以他的名字命名，內部有許多秘密實驗室，以進行各種獨特的實驗，涵蓋各個領域提供了各種生物學相關的突破性發明，但主要還是處理醫學和生物工程問題。。
瓦維洛夫綜合體
(俄文：Комплекс «Вавилов»  ；英文：Vavilov Complex)
位置:3826號設施
領域:農業、植物學、植物配種、植物遺傳學
管理者:尼古拉·瓦維洛夫
瓦維洛夫綜合體是一個位於地下的實驗性農業和生物科學城，是3826號設施內最大的部門之一，由蘇聯科學家—尼古拉·伊万諾維奇·瓦維洛夫管理與以他名字命名，主要負責處理農業需求的植物學、育種和遺傳學問題，目前正在積極研究新的植物物種，這些植物物種將參與其他行星的地球化改造。該綜合體內有數十個車間和實驗室、儲藏室和檔案室、餐飲單位、賓客區和文化休閒區，也配備了自己的交通系統，其中包括用於客運和貨運的高速纜車和電梯，同時擁有地球上所有類型植物的種子儲備、大型溫室系統和模擬不利環境條件的測試室。
- 萊斯尼卡村(俄文：Деревня Лесника  ；英文：Lesnika village)
設立時間:1874
管理者:伊爾達爾·阿卜杜拉赫曼諾夫

萊斯尼卡村是位於瓦維洛夫綜合體的小型定居點，又稱22-15-58號服務定居點、古爾沙特，由伊爾達爾·阿利耶維奇·阿卜杜拉赫曼諾夫管理，其居民多從事農業和畜牧業。該村莊範圍內有大約十幾棟住宅大樓，以及溫室、穀倉、鄉村辦公室、鄉村俱樂部、雜貨店和巴士站，主要景點分別是一座巨大的玉米穗形式的紀念碑，以及雜貨店附近的「勞動者」紀念碑和雕塑作品「國家的鐮刀」。
門捷列夫綜合體
(俄文：Комплекс «Менделеев»   ；英文：Mendeleev Complex)
位置:3826號設施
領域:化學、化學工業
門捷列夫綜合體是位於「薩哈林試驗場」東部邊緣山區的實驗性化學技術聯合科學城，既從事化學各領域的理論研究，又從事包括藥理學、農業化學、材料科學和石油化學在內的化學工業各分支的實踐開發。該綜合體不同於其他3826號設施的部門之處是其活動範圍最廣泛，它與瓦維洛夫綜合體研究形成生態系統和開發新型肥料和農藥的原理和方法，並與巴甫洛夫綜合體進行生物化學領域的研究並將它們作為實驗藥物和化學誘變劑釋放，也與切洛梅綜合體一起製造先進的金屬合金和燃料。
- 自由公園(俄文：Парк «Свобода»   ；英文：Freedom Park)

自由公園是一個小型的文化和娛樂公園，內配有長凳、涼亭、售貨亭和冷飲櫃，並裝飾有小噴泉、卡爾·馬克思紀念碑以及雕塑「工人」和「勞動者」。
- 萊奧卡亞酒店(俄文：Гостиница «Лёгкая»   ；英文：Lyogkaya Hotel)

萊奧卡亞酒店是一個獨特的休閒和康復中心，主要是為了支持3826號設施的員工以及普通公民和外國遊客的力量而創建的。
- 門捷列夫紀念館(俄文：Мемориал Менделеева   ；英文：Mendeleev Memorial)

門德列夫紀念館是一座戶外紀念碑，是為了紀念俄羅斯化學家—德米特里·門捷列夫而建的，它由一個圓形平台組成，平台中央是一個偽裝的通往地下機庫豎井艙口，平台周圍設計採用元素週期表的元素，不只這樣，該紀念館設有自己的停車場。
託卡馬克綜合體
(俄文：Комплекс «Токамак»   ；英文：Tokamak Complex)
位置:3826號設施
領域:物理學、工程物理學
管理者:伊戈爾·戈洛文
託卡馬克綜合體是環形室形式的最新研究科學城，進行受控熱核融合的實驗，由蘇聯科學家—伊戈爾·尼古拉耶維奇·戈洛文管理。

#### 國經展覽園演習場
國經展覽園
(俄文：ВДНХ   ；英文：VDNH)
位置:3826號設施
管理者:瑪麗娜·埃利扎羅娃
國經展覽園是一個的博物館和展覽中心，是3826號設施的科技成果的「展示」，由瑪麗娜·安德烈耶夫娜·埃利扎羅娃管理，開放時間為工作日早上10點至晚上18點以及週末早上11點至晚上19點。該展覽場內的代表為「人民友誼文化休閒公園」和「向日葵太陽能發電場」，它們為展覽場地提供自然光和電力，「綜合大樓」的地下部分有四層，各設有展廳和技術室，以及周圍的磁阻尼部分負責展覽場的抗震能力，而「索爾內奇納亞車站」則滿足交通。
原型為國家經濟成就展。
- 人民友誼文化休閒公園(俄文：ПКИО «Дружба народов»  ；英文：PCIO "Friendship of Peoples")

人民友誼文化休閒公園是整個國經展覽園的立面，它以圓形劇場或競技場的形式佈局，內有設立冰淇淋店、遊樂設施等。
瑪雅普利謝茨卡婭劇院
(俄文：Театр Майи Плисецкой   ；英文：Maya Plisetskaya Theater)
位置:3826號設施
設立時間:1948
管理者:斯捷潘·拉斯托金
瑪雅普利謝茨卡婭劇院是一個位於地下的劇院，是世界上第一個機器人劇院和蘇聯第一個文化機構，以蘇聯藝術家—瑪雅·普利謝茨卡婭的名字命名，由藝術總監斯捷潘·伊里奇·拉斯托金領導。
謝切諾夫科學中心
(俄文：Научный центр Сеченова   ；英文：Sechenov Science Center)
位置:3826號設施
謝切諾夫科學中心是致力於無線電波研究，並解決射電天文學和深空通信問題的科學中心，也是3826號設施的主要無線電中心，同時是可以存取3826設施裡的「大集體1.0」的中央節點的兩個設施之一。該設施原名波波夫科學中心，最初是為了紀念俄羅斯第一位無線電工程師—亚历山大·波波夫而命名，現在是以謝切諾夫博士的名字命名。
亞布洛奇科沃村
(俄文：Деревня Яблочково   ；英文：Village Yablochkovo)
位置:3826號設施
亞布洛奇科沃村是一個大型定居點，其當地居民從事種植穀物和蔬菜作物，以及飼養牲畜，如牛、豬和雞，農業作業的機械化、機器人化程度較高，農場動物被供應給瓦維洛夫綜合體和巴甫洛夫綜合體進行實驗和聚合物生產。該村莊範圍內有十多個農莊、一家雜貨店和車庫，還有一個兒童遊樂場和一個小型會議區，不只如此，村莊內還包括了兩塊集體農田、一座集體農莊董事會大樓和一間帶觀測塔的辦公室，地下則有兩個測試場地，交通方面需求由「亞布洛奇科沃車站」負責，注目的景點是「蘇聯—和平的堡壘」石碑。

### 登場角色

#### 主要角色
谢尔盖·阿列克谢耶维奇·涅恰耶夫
( 俄語: Сергей Алексеевич Нечаев；英語: Sergey Alekseyevich Nechayev )  配音演員: Александр Ломов (配音+動捕+臉模)，英文配音員:Jay Rincon ，中文配音員:刘北辰，日文配音員:岩崎洋介
呼號: 钚、P-3
稱呼:涅恰耶夫少校、鏈狗、牛頓、阿爾法
 國籍:蘇聯
年齡: 33
出生年月日: 1921年9月10日
 身高:186公分
 伴侶:葉卡捷琳娜·涅恰耶娃
職業:特別重要案件高級偵查官
軍階:少校
 工作地點:蘇聯國家安全委員會
谢尔盖·阿列克谢耶维奇·涅恰耶夫是玩家所操作的角色，本作主角之一，是個经验丰富的老兵，也是个相当沉静而阴郁的人，但他時常发表刻薄言论。一些人将其称之为傲慢行径，但其他人可能认为这是他面对周遭世界的一种保护机制。他一直堅信機械不可信任。
涅恰耶夫曾任「銀隊」的特工,代号钚。在经历导致涅恰耶夫身负重伤和他的妻子卡佳死亡的「保加利亞事件」前，涅恰耶夫的個性淳朴开朗、阳光向上,周遭人大多评价他勤勉奋进且乐于应对各种挑战。在事件後康复期间,医疗团队成功恢复了涅恰耶夫的面部以及全身皮肤，四肢植入使用新型PTA-6合金制成的金属骨架,肌肉则多由植入物代替。
涅恰耶夫在完全康复后发生了180度变化,和从前几乎没有相似之处,导致涅恰耶夫发生如此巨大变化的原因是和记忆相关，有关于亡妻的記憶从涅恰耶夫的大脑中完全抹除了。涅恰耶夫的性格因上述因素影响,发生了剧烈转变，變成不善交际、粗鲁无礼、沉默寡言,以及阴郁悲观，他的言辞也充斥着置言詈语，而这一点本是所有「银」队成员应极力避免的。现在涅恰耶夫为谢切诺夫博士的私人特工，他完全清楚谢切诺夫博士不止一次在任务后为他进行手术来救他的命，所以他仔細研究了多種武器裝備，並熟練掌握了遠程與近身戰鬥技巧來完成任務，以回報博士的恩情，然而，涅恰耶夫對目前發生的事情並沒有完全了解，也尚未發現真相。
德米特里·谢尔盖耶维奇·谢切诺夫
( 俄語: Дмитрий Сергеевич Сеченов；英語: Dmitry Sergeyevich Sechenov )  配音演員: Никита Прозоровский ， 演員: Дмитрий Ромашин (動補+臉模)，英文配音員:Kerry Shale ，中文配音員:张欣，日文配音員:大塚明夫
呼號: 老闆、巫師
稱呼: 謝切諾夫院士、謝切諾夫教授、謝切諾夫博士
 國籍:蘇聯
年齡: 52
出生年月日: 1903年6月13日
身高:180公分
社會信用: 9.1
職業: 蘇聯工業部長、神經外科醫生、3826號設施負責人、蘇聯醫學科學院研究所心性研究部教授、慈善家、科學家
工作地點: 3826號設施
德米特里·谢尔盖耶维奇·谢切诺夫是本作主角之一，是蘇聯最傑出的科學家之一和苏维埃未来主义者、机器人专家，擁有蘇聯英雄榮譽，師從俄羅斯帝國知名的神經生理學家—弗拉基米爾·別赫捷列夫，為神經外科領域出生，同時是多個領域的專家。
作為神經外科醫生，谢切诺夫為了「在公社城市創造一種完美的生活方式」的目標而在蘇聯醫學科學院的腦研究所研究集體智慧型，並提出了「人與社會」專案，從而開始了他的科學生涯，隨著他發現了「聚合物」物質，他完全沉入科學研究，進而創造多項重要發明，並且召集了蘇聯眾多的傑出科學家組成團隊，領導他們進行多項研究計劃和科技突破。
在蘇德戰爭後，谢切诺夫被任命為蘇聯的「機器人技術發展計劃」的負責人，以彌補人力資源的嚴重短缺，並按照史達林的個人命令領導3826號設施，很快隨著蘇聯的機器人在世界範圍內成功傳播后，他被任命擔任蘇聯工業部長一職，隨後不久他发现了聚合物的拟态适应能力，使聚合物科技植入人体组织成为可能，為大集體2.0奠定了框架，将人类和机器融合进同一网络的系统，改善苏维埃公民與全世界人民的日常生活。
該人物的靈感來源為俄羅斯生理學家—伊萬·米哈伊洛維奇·謝切諾夫和蓋瑞·歐德曼在《機器戰警 (2014年電影)》裡飾演的角色—丹尼·諾頓博士。
查里頓·拉德諾維奇·扎哈羅夫
( 俄語: Харитон Радеонович Захаров；英語: Chariton Radeonovich Zakharov  )  配音演員: Леонид Белозорович (配音)、Николай Ковбас(臉模+聲音)，英文配音員:Eric Meyers，中文配音員:许棕哲，日文配音員:杉田智和
稱呼: 查爾斯、扎哈羅夫教授、扎哈羅夫博士、手套、黑色聚合物 
國籍:蘇聯
年齡: 49
出生年月日: 1906年
死亡年月日: 1951年11月3日
社會信用: 9.2
職業: 神經外科醫生、科學家
查爾斯是一種內置於實驗性聚合物手套中的聚合物人工智能。他擁有豐富的知識儲備，在戰鬥中為涅恰耶夫少校提供建議時利用了這些知識。
查爾斯的真實身分是蘇聯的科學家查里頓·拉德諾維奇·扎哈羅夫，他是谢切诺夫博士的摯友，他厭惡人類，只對科學感興趣。他在實驗的過程意外死亡，谢切诺夫博士按照他的遺願不給他人型軀殼，而是讓他成為聚合物團，並安置在實驗性聚合物手套中。
米夏埃尔·海因里科維奇·斯托克豪森
( 俄語: Михаэль Генрихович Штокхаузен；英語: Michael Heinrichovich Stockhausen )  配音演員: Александр Вартанов ， 演員: Денис Медведев (動補) ，中文配音員:马洋
呼號: 岩株
  稱呼:弗里茨
  原名:約瑟夫·戈爾登茨威格
 國籍:納粹德國
年齡: 42
出生年月日: 1913年
死亡年月日: 1955年 6月11日
社會信用: 8.3
職業: 科學家、3826號設施次要負責人
斯托克豪森是一位納粹德国猶太裔科学家，第二次世界大戰期間在柏林的一個秘密實驗室擔任醫生，他在第一次「棕色瘟疫」爆發中倖存下來，後來被蘇聯士兵救起，战后前往苏联以寻求知识和机遇，其真名是約瑟夫·戈爾登茨威格。
由于具备科研和管理才能，斯托克豪森的职业生涯因出色的行政水平而以惊人的速度晋升。
为填补来自德意志苏维埃社会主义共和国的科学家配额，他被招募到设施中，并迅速赢得了谢切诺夫博士的尊重。虽然他喜欢卖弄学问，为人又有些势利，但他依然是3826号设施团队中的最知名也最受欢迎的成员之一。
维克托·瓦西里耶维奇·彼得罗夫
( 俄語: Петров Виктор Васильевич；英語: Viktor Vasilyevich Petrov  )  配音演員: Кирилл Ковбас ， 演員: Олег Курсачёв (動補+臉模)，中文配音員:张沛，日文配音員:梶裕貴 
 國籍:蘇聯
 身高:179公分
年齡: 33
出生年月日: 1922年
死亡年月日: 1955年6月11日
伴侶: 拉里莎·菲拉托娃
社會信用: 9.9
職業: 機器人工程師、程序員
彼得罗夫是一名工程师、机器人专家和程序员，彼得罗夫的职业生涯是在3826号设施的机器人化剧院开始的，当时剧院正处于最具变革性的升级阶段。他证明自己在这富有潜力的新兴学科中的天才发明专家，并展现出了一定的创新眼界。彼得罗夫精通艺术，这帮助他与机器人化剧院总监兼3826号设施副主管斯托克豪森结为朋友，后者是一位知名审美家和艺术赞助人。
得益于他与斯托克豪森的友谊，彼得罗夫得以向谢切诺夫博士本人展示他的技能与学习劳动成果。涉事负责人高度赞赏这位年轻程序员的辛勤劳动与实用主义，从而将彼得罗夫分配至他的科研团队担任领导，致力于大集体2.0网络的开发工作。
此后，他因背叛设施理想以及过度野心威胁社会安全而受到严厉训斥，被判处在瓦维洛夫综合体进行社区服务。。
拉里莎·安德烈耶芙娜·菲拉托娃
( 俄語: Лариса Андреевна Филатова；英語: Larisa Andreyevna Filatova  )  配音演員: Александра Верхошанская ， 演員: Марина Руденко (動補+臉模)，中文配音員:汪滢滢 ，日文配音員:小清水亞美
 國籍:蘇聯
 身高:166公分
年齡: 32
出生年月日: 1923年
死亡年月日: 1955年6月11日
伴侶: 维克托·彼得罗夫
社會信用: 5.3
職業: 天眼研究院聚合學科行為心理學系主任、神經外科醫生
工作地點: 天眼研究院
菲拉托娃博士是一流的神经外科医生以及天眼研究院的天才员工，也是一位以智慧和巧妙的操纵行为而闻名的专家、扎哈罗夫最信任的下属與學生、彼得罗夫的女友。在她的导师扎哈羅夫博士死后，她继续致力于将人类和机器整合到大集体2.0网络中。由于自由思考的天性和不服从上级直接指令，她的社会信用分被降低了。
同彼得罗夫长期保持的友谊使菲拉托娃深深喜欢上对方,并且自愿协助彼得罗夫执行一系列颠覆性活动，同時对彼得罗夫的动机不加任何考量。菲拉托娃强烈反对谢切诺夫博士意图启动的大集体2.0遥控接入者个人自由意志,为了阻止这个计划她愿意付出任何代价。
季娜伊达·彼得罗芙娜·穆拉维耶娃
( 俄語: Зинаида Петровна Муравьёва；英語: Zinaida Petrovna Muravyova )  配音演員: Ирина Шанаева (配音+動捕+臉模)，中文配音員:武向彤
稱呼: 季娜婆婆
 國籍:蘇聯
年齡: 52
出生年月日: 1903
伴侶: 保羅·穆拉維耶夫
職業: 蘇聯反情報人員、秘密政府通信中心負責人、3826號設施通訊部主任
軍階:中校
工作地點: 蘇聯武裝部隊、3826號設施
季娜伊达·彼得罗芙娜·穆拉维耶娃，中校，3826号设施的前通讯官。她曾属于谢切诺夫博士的核心圈子，但他们早已分道扬镳。季娜伊达性格强硬，意志坚定。
季娜伊达对设施的工作有着广泛了解，能够进入各种秘密系统，同时经受过严酷的战斗训练。大多数员工将她视为本地的标杆，通常称她为“季娜婆婆”。
双生舞伶
( 俄語: Близняшки；英語: The Twins )  配音演員: Татьяна Шитова ， 演員: Анита Пудикова (動補+臉模)
身高:210公分
双生舞伶是一對機器人，一個被稱為左伶，另一個被稱為右伶。
双生舞伶這對機器人是谢切诺夫博士的私人助理与保镖。她们的外骨骼是以剧院机器人芭蕾舞演员为基础建造的，拥有最尖端的技术，精致、敏捷而迅速，機體植入了涅恰耶夫的妻子卡佳的舞蹈和戰鬥數據和保護了卡佳的大腦的殘餘。

#### DLC主要角色
阿列克謝·弗拉基米羅維奇·列別捷夫
( 俄語: Алексей Владимирович Лебедев；英語: Alexey Vladimirovich Lebedev ) 配音演員: Борис Быстров (配音)
國籍:蘇聯
呼號: 露比 
年齡: 52
出生年月日: 1903年
社會信用: 7.7
職業:科學家、天眼科學院的未來廣播部門負責人、蘇聯電腦技術工業創辦人、精密機械與電腦科學研究所所長、VZI自動化部門領導者
阿列克謝·弗拉基米羅維奇·列別捷夫是「毀滅本能」DLC的主要角色，他是謝切諾夫博士團隊中的科學家之一，也是普里瓦洛夫的朋友、蘇聯電腦技術工業創辦人、「VZI自動化部門」領導者、「精密機械與電腦科學研究所」的所長、天眼科學院的「未來廣播部門」的負責人與上任院長，他創建了該國第一台模擬計算機、創造出諾拉與其型號的其他機器，負責領域為電機與電力。
該人物原型為蘇聯科學家—謝爾蓋·列別捷夫。
諾拉
( 俄語: Элеоноры；英語: NORA )  配音演員: дарья семенова (配音) ，中文配音員: 张琦
別稱: 埃莉諾
發明者: 列別捷夫
諾拉是一台AI自動維修機，可以讓涅恰耶夫少校製造武器、彈藥和升級，由列別捷夫發明。

#### 科學團隊角色
弗拉基米爾·尼古拉耶維奇·切洛梅
( 俄語: Влади́мир Никола́евич Челоме́й ；英語: Vladimir Nikolaevich Chelomey )
別稱: 阿爾卡季·米哈伊洛維奇
國籍:蘇聯
職業:科學家、切洛梅總合體管理者
切洛梅‧弗拉基米爾‧尼古拉耶維奇是謝切諾夫博士團隊中的科學家之一，也是切洛梅總合體和切洛梅設計局的管理者，負責火箭與航太技術、力學領域。
該人物原型為蘇聯科學家—弗拉基米爾·切洛梅。
伊凡·阿列克謝耶維奇·巴甫洛夫
( 俄語: Иван Алексеевич Павлов；英語: Ivan Alekseevich Pavlov  )
別稱: 伊凡‧阿列克謝耶維奇 
國籍:蘇聯 
年齡: 106
出生年月日: 1849年9月14日
社會信用: 9.1
職業: 科學家、巴甫洛夫綜合體管理者
伊凡·阿列克謝耶維奇·巴甫洛夫是巴甫洛夫綜合體的管理者與謝切諾夫博士團隊中的科學家之一，也是3826號設施中最年長的科學家，從俄羅斯帝國活到現在的蘇聯。原本巴甫洛夫可能會在1936年去世，但他遇見了謝切諾夫博士，并接受了由謝切諾夫博士負責的心臟手術，該手術挽救了他的生命。
此人物的原型為蘇聯科學家—伊凡·巴夫洛夫。
尼古拉·伊萬諾維奇·瓦維洛夫
( 俄語: Николай Иванович Вавилов；英語: Nikolai Ivanovich Vavilov  )  配音演員: Вячеслав Гуливицкий (配音+動補+臉模))
別稱:謝爾蓋·尼古拉耶維奇
國籍:蘇聯 
年齡: 67
出生年月日: 1887年11月25日
社會信用: 7.9
職業:科學家、遺傳學家、植物學家、瓦維洛夫綜合體管理者
尼古拉·伊萬諾維奇·瓦維洛夫是謝切諾夫博士團隊中的科學家之一，也是瓦維洛夫綜合體的管理者，他組織與參加過在歐洲、亞洲、非洲、美洲的植物學和農藝考察，這些經歷讓他確定了植物形態發生的原始點，奠定了他的植物病理學的研究基礎，並使之發現了生物體遺傳變異的同源級數法則。
在第二次世界大戰結束不久時他和科羅廖夫被以幫助人民敵人和反蘇活動的罪名被俄羅斯蘇維埃聯邦社會主義共和國內務人民委員部下令逮捕，逮捕人為紐霍夫，被捕後兩人被判決死刑，但在謝切諾夫博士的請求下，史達林推翻了死刑判決，下令案件要進一步調查，而他們被關進位於莫斯科附近的古拉格，被放了出來後瓦維洛夫與逮捕他和科羅廖夫的紐霍夫成為親密的朋友。
3826號設施建立後，瓦維洛夫很快就成為了該設施裡最大的綜合體之一的瓦維洛夫綜合體的最高負責人，監督了世界上最大的栽培植物種子收藏的創建和創建了蘇聯政府用來測試栽培植物品種的系統，製定了管理蘇聯農業科學中心活動的主要原則，還有培育新的植物品種以擴大地球的農業潛力，為正在進行的太空移民計劃做好準備。

該人物原型為蘇聯科學家—尼古拉·瓦維洛夫。
謝爾蓋·帕夫洛維奇·科羅廖夫
( 俄語: Королёв Сергей Павлович；英語: Sergei Pavlovich Korolev ) 
國籍:蘇聯 
職業:科學家
謝爾蓋·帕夫洛維奇·科羅廖夫是謝切諾夫博士團隊中的科學家之一，負責領域是火箭和太空系統，他曾經與瓦維洛夫被以幫助人民敵人和反蘇活動的罪名被俄羅斯蘇維埃聯邦社會主義共和國內務人民委員部下令逮捕，被捕後被判決死刑，可在謝切諾夫博士求情下，死刑判決被史達林推翻，案件被進行進一步調查，而他們被關進位於莫斯科附近的古拉格，後被放了出來。
此人物的原型為蘇聯科學家—謝爾蓋·帕夫洛維奇·科羅廖夫。

#### 銀隊角色
葉卡捷琳娜·保羅奧芙娜·涅恰耶娃
( 俄語: Екатерина Павловна Нечаева；英語: Ekaterina Pavlovna Nechayeva  )  配音演員: Татьяна Шитова、Кристина Шерман ， 演員: Анита Пудикова (臉模)
呼號: 匙餌
稱呼: 卡佳、淚珠 
婚前姓氏: 穆拉維耶娃
國籍:蘇聯
年齡: 28
出生年月日: 1924年
死亡年月日:  1952年
伴侶: 謝爾蓋·涅恰耶夫
職業: 特工
工作地點: 銀隊
葉卡捷琳娜·帕夫洛芙娜·涅恰耶娃是一名特工，隸屬於蘇聯的軍事特種部隊「銀隊」，是該隊唯一的女性成員，也是涅恰耶夫少校的妻子、季娜婆婆的女兒。她具有出色的戰鬥和芭蕾舞技巧。
在「保加利亞事件」中，她被恐怖分子炸死，謝切諾夫博士試圖救活她，但她受到了與生命不符的傷害，最後謝切諾夫博士只好將她的戰鬥和芭蕾舞技巧的大腦數據上傳到雙生舞伶中。
亞歷山大·伊萬諾維奇·庫茲涅佐夫
( 俄語: Александр Иванович Кузнецов；英語: Aleksandr Ivanovich Kuznetsov  )
呼號: 氬
國籍: 蘇聯
年齡: 41
出生年月日: 1914年7月28日
職業: 支隊指揮官
工作地點: 銀隊
亞歷山大·伊萬諾維奇·庫茲涅佐夫是蘇聯的軍事特種部隊「銀隊」的指揮官，在「保加利亞事件」中，他將在爆炸中被肢解的葉卡捷琳娜的屍體抬出燃燒的房子，並向謝切諾夫博士報告了傷情。

#### 人類角色
葉戈爾·季莫費耶維奇·莫洛托夫
( 俄語: Егор Тимофеевич Молотов；英語: Yegor Timofeyevich Molotov   )  配音演員: Сергей Шанин (配音+動補+臉模)，中文配音員:王宇航
國籍:蘇聯
年齡: 56
出生年月日: 1899年
社會信用: 9.6
職業:蘇聯與蘇共最高領導人之一、蘇聯部長會議主席。
莫洛托夫是蘇聯共產黨最高領導人之一，也是部長會議主席和謝切諾夫博士的政治對手。
該人物原型為蘇聯政治家—維亞切斯拉夫·莫洛托夫。
尤瑟普·巴特耶維奇·穆赫塔羅夫
( 俄語: Юсуп Батыевич Мухтаров；英語: Yusup Batyevich Mukhtarov  )  
年齡: 45
出生年月日: 1910年
社會信用: 8.1
職業:保全
穆赫塔列夫曾是哈薩克蘇維埃社會主義共和國的地區戰時政委，他因事故提前退休後被分配到瓦維洛夫綜合體。
根據他的戰友和下屬的說法，即使是機器人和建築師也不像他那樣了解這個綜合體的每一寸。
亞歷山大·維克托羅維奇·普里瓦洛夫
( 俄語: Александр Викторович Привалов；英語: Alexander Viktorovich Privalov   ) 
 國籍:蘇聯
年齡: 53
出生年月日: 1902年
社會信用: 7.6
職業:程序員、天眼研究院院長
亞歷山大·維克托羅維奇·普里瓦洛夫是「天眼研究院」的院長，同時也是蘇聯著名的程序員和「阿爾丹超級計算機」的創造者。
很少人見過普里瓦洛夫，甚至大多數員工不知道此人的存在，但實際上普里瓦洛夫已經取代了列別杰夫同志，成為天眼研究院最高的管理者。
瑪麗娜·安德烈耶夫娜·埃利扎羅娃
( 俄語: Марина Андреевна Елизарова；英語: Marina Andreevna Elizarova ) 
國籍:蘇聯
年齡: 51 
出生年月日: 1904年 
社會信用: 7.1 
職業:國經展覽園管理人
瑪麗娜·安德烈耶夫娜·埃利扎羅娃是國經展覽園的管理人，國經展覽園就是由她說服謝切諾夫博士建立一個展覽地而誕生。她與謝切諾夫博士一起開發了「隱藏智力測試」。
斯捷潘·伊里奇·拉斯托金
( 俄語: Степан Ильич Ласточкин；英語: Stepan Ilyich Lastochkin ) 
國籍:蘇聯
稱呼:斯特凡
年齡: 33 
出生年月日: 1922年 
社會信用: 5.2
職業:導演、瑪雅普利謝茨卡婭劇院總監
斯捷潘·伊里奇·拉斯托金是瑪雅普利謝茨卡婭劇院的總監，更廣為人知的名字是斯特凡，他創作許多著名的作品，如《友誼的強力螺絲》、《激情之握》、《電開端》。在升職為劇院總監之前，作為經理的拉斯托金偷偷在劇院後台開設了一家妓院，劇院的服務員和芭蕾舞者可藉此在那裡賺取額外的金錢，在被人發現後，斯托克豪森不僅沒有進行懲罰處理，反而任命他為劇院的總監，之後他開始向黨內高級成員提供性服務。
伊爾達爾·阿利耶維奇·阿卜杜拉赫曼諾夫
( 俄語: Ильдар Алиевич Абдурахманов；英語: Ildar Alievich Abdurakhmanov ) 
國籍:蘇聯
年齡: 60 
出生年月日: 1895年 
社會信用: 6.7
職業:萊斯尼卡村村長
伊爾達爾·阿利耶維奇·阿卜杜拉赫曼諾夫是「萊斯尼卡村」的村長，他定期組織駐紮在萊斯尼卡村的員工的休閒和日常生活，是一個非常負責任和嚴謹的人，但他有盜竊前科。
弗拉基米爾·奧列戈維奇·紐霍夫
( 俄語: Владимир Олегович Нюхов；英語: Vladimir Olegovich Nyukhov   ) 
 國籍:蘇聯
年齡: 47
出生年月日: 1908年
社會信用: 8.2
職業:保全主管
工作地點:瓦維洛夫綜合體
弗拉基米爾·奧列戈維奇·紐霍夫是瓦維洛夫綜合體的安全主管，曾經擔任蘇聯的情報官，並逮捕過瓦維洛夫和科羅廖夫。

#### 機器角色
以下為能對話之機器角色。
捷列什科娃
( 俄語: Терешкова；英語: Tereshkova )  配音演員: Марина Гиоргадзе (配音)，中文配音員: 吴迪
型號: TER-A1
職業: 管理員、導遊、服務員、宣傳員
TER-A1“捷列什科娃”是一個執行基本管理和諮詢功能的機器人，是以人類歷史上進入太空的第一位女性——蘇聯宇航員瓦蓮京娜·捷列什科娃的名字命名，並且是自主運行的，不依賴於“大集體”網絡。
該型號機器人是以VOV-A6“实验助手”的基礎上創建女性對應物，擁有著仿人類女性的外觀，形象和聲音設計來源自蘇聯功勳藝術家—瑪麗娜·弗拉基米羅夫娜·捷列什科娃，該藝術家密切的參於創作過程，與其他藝術家一起拍攝了100多個小時的鏡頭使TER-A1擁有更人性化的肢體動作，並且為TER-A1設計了服裝和髮型。
除了女性外觀外，TER-A1與VOV-A6區別是TER-A1使用了更輕、更易碎的材料，這簡化了生產，但限制了使用範圍，多在國經展覽園擔任服務員與導覽員等，或作為3826號設施的宣傳員出現在電視上。TER-A1的頭和四肢可拆卸，並且每條肢體都是打開國經展覽園建築群各個房間的鑰匙。
TER-A1與VOV-A6一樣擁有自由意識，它們個性友善，雖然無法感受到恐懼，但能表現出關懷、責任、高興、蔑視、仇恨等反應和態度，且TER-A1會為自己取名子，例如尤莉亞和克萊兒。
未來會推出男性版本的“捷列什科娃”，目前正在研發中。
沃瓦
( 俄語: Вова；英語: Vova )
型號: VOV-A6、VOV-A6/CH (升級版)
別稱: 沃夫奇克、实验员、小胡子、施塔赫、蟑螂、瘦子
身高: 180公分
 體重:100公斤
時速: 15公里/小時
職業: 助理
VOV-A6“实验助手”是最先進的助手機器人，它們常用于研究机构协助科学家进行实验和测试。這個機器人型號被刻意设计成人形外观，以减轻对机构人员造成的负面心理影响。它們有自由意志，也有交配的願望，它們是TER-A1“捷列什科娃”的男性對應物，擁有著仿人類男性的外觀。
起初，实验助手型號的機器人的外壳以铝合金和塑料打造，但在革命性的生物聚合物问世后，所有后续型号都换上了最先进的外壳。這個型號的機器人手部上遍布传感器，在处理危险物质和精确计算时能够提供所需的高精准度。
拉菲克
( 俄語: Рафика；英語: Rafik )
型號: RAF-9
體重:95公斤
時速:15公里/小時
職業:工程師、酒保、服務員
RAF-9“工程师”机器人是作为工程维修助手而设计的，配备了修理简单非机器人设备的协议。
机器人能够处理各种设备的生产、操作和维护事宜。這型號的機器人可以操作简单的金属、木材和石材切割机，以及操作复杂的计算机化装置。它不仅用于生产，还可以用于日常生活，这台机器人可以担任看门人、电工、锁匠或水管工，等。
列別捷夫有一台RAF-9“工程师”，名字叫特倫提伊。

### 科技
磁浮系統
( 俄語: Поезд «Вихрь»；英語: Maglev system )
磁浮系統是連結3826號設施各地區與外界的基於磁浮原理的高速懸浮雙軌鐵路，其背後的先進技術是由梅切落綜合體的機關車工程部門在列夫·謝爾蓋耶維奇·列拜堅斯基教授的監督下開發，由於地形複雜，在某些地區，磁路是透過在岩石中挖掘的隧道鋪設的，在水渠上方，磁懸浮線路沿著花崗岩橋延伸。搭乘磁浮列車需使用特殊車票或通票，可在車站售票處購買，列車都是由神經網路「大集體」控制並運行。
- 「旋風號」列車( 俄語: Система «Маглев»；英語: Train "Whirlwind" )

「旋風號」列車是一種採用磁浮系統的特快列車，是3826號設施的交通運輸。該列車能夠在不影響乘客舒適度的情況下達到高速，由於是「大集體」的一部分，因此它可以透過分析運輸線路的擁塞情況和候車室的乘客數量來獨立調整限速並平衡時刻表。

### 生物

#### 靈薄域的生物
絨絨
( 俄語: Пушистик；英語: Fluffy )
別稱: 穆夏
絨絨是來自靈薄域的生物，是一種四足生物，沒有臉部特徵、耳朵或手指，全身覆蓋著白色的絨毛，前肢肘部向相反方向彎曲，後肢膝蓋處有一個飛節關節，可變成腳，還有一條長尾巴，總體結構和大小類似於一隻大型貓。牠生前是扎哈羅夫教授的寵物貓，名叫穆夏，他對牠進行了一項目的是復活死去的生物的實驗，在此期間，牠在現實世界中死亡並進入了靈薄域。
牛頓
( 俄語: Ньютон；英語: Newton )
牛頓是存在於靈薄域的生物，是一種直立的人形生物，沒有臉部特徵、耳朵和分開的手指，覆蓋著白色的毛，頭頂著蘋果，蘋果周圍流出一種未知的黑色液體，總體上外觀與絨絨相似，而祂實際上是涅恰耶夫少校，是他進入靈薄域後變成的生物，是他所看到的自己。

## 玩法
玩法為第一身開放射擊遊戲，玩家將在架空歷史的蘇聯扮演代號為「P-3」的少校特工謝爾蓋·阿列克謝耶維奇·涅恰耶夫，在這龐大而天馬行空的反烏托邦世界探索背後不為人知的陰謀，玩家將會與左手的多功能智慧手套 “查爾斯” 在世界中尋找各種武器藍圖及提升手套能力以對付強大的機器人以及狂暴寄生物。

## 开发与发行
《原子之心》的開發團隊Mundfish的總部位於賽普勒斯，在俄羅斯的莫斯科和聖彼得堡亦有分社，團隊成員來自俄羅斯、烏克蘭等多個東歐國家。
早些時候，Mundfish的團隊構思了遊戲的世界觀設定，並以該世界觀開發了一款VR遊戲，但為了將更多的資源放在《原子之心》的開發工作而中止了這款VR遊戲的後續開發。遊戲使用虛幻引擎4進行開發，但因為在俄羅斯能夠精通虛幻引擎的人才較少，開發團隊需要自行對引擎進行研究。
2022年9月，Mundfish宣布法國遊戲發行商浮世獲得《原子之心》的全球發行權，隨後該遊戲亞洲地區（日本除外）的銷售交由新加坡發行商4Divinity代理。

## 續作與額外內容
Mundfish在2021年表示他們在主遊戲發布之前就已經計劃製作遊戲的續集。 
在主遊戲發布不久，Mundfish宣布《原子之心2》已經在計劃，但距離正式宣布還需要一段時間，因為該團隊目前正忙於開發原子之心四個DLC。四個DLC的其中兩個分別在2023年8月、2024年2月發布。

#### DLC
湮滅本能
(英文:Atomic Heart -  Annihilation Instinct；俄文:Атомное сердце: Инстинкт истребления)
主條目: 原子之心:湮滅本能
原子之心首部DLC，全稱原子之心:湮滅本能，於2023年8月2日在Windows和Xbox One、Xbox Series、PlayStation 4和PlayStation 5發布，是主遊戲的劇情的延續，涅恰耶夫少校依舊是本DLC的主角，玩家的操作角色，並繼續在3826號設施解決暴走的機器人，幫助謝切諾夫博士上線大集體2.0，這次涅恰耶夫少校來到了門捷列夫綜合體，穿越許多令人難以置信的區域和沼澤，了解有關諾拉的背景和尋找事情的真相。
深陷靈薄域
(英文:Atomic Heart - Trapped in Limbo；俄文:Атомное Сердце: Застрявшие в Лимбо)
為原子之心第二部DLC，全稱原子之心:深陷靈薄域，又稱迷失靈薄域，於2024年2月6日在Windows和Xbox One、Xbox Series、PlayStation 4和PlayStation 5發布，是主遊戲的劇情的延續。本DLC的主角和玩家操作角色如同先前的系列作品是涅恰耶夫少校，但不同的是劇情地點從現實世界來到了潛意識超現實世界—靈薄域，以「牛頓」外型在該世界活動。

## 配音

#### 中文配音
本作的中文配音由中国大陸與台灣兩地的配音演員共同參與。
- 配音導演：吳迪
- 涅恰耶夫少校：劉北辰
- 謝切諾夫博士：張欣
- 扎哈羅夫教授：許棕哲
- 斯托克豪森：馬洋
- 菲拉托娃：汪瀅瀅
- 彼得羅夫：張沛
- 季娜伊達：武向彤
- 捷列什科娃：吳迪
- 諾拉：張琦
- 莫洛托夫：王宇航
- 系統音：張安琪
- 其他角色：林筱玲、汪世瑋、陳煌典、陳余寬、胡鎮璽、符爽、張騰、孫誠、廖貞雅、沈諠婈、陳幼文、王希華、江志倫、宋昱璁、林谷珍、柳超堅、洪耀陽、高銘孝、謝一帆、陳貞伃、康殿宏、馬伯強、陳佑穎、張敦喻、陳彥鈞、陳進益

#### 日文配音
本作為少數在日本地區銷售卻無附帶日語配音的外國遊戲，預定PC版在日本銷售時才會追加日文配音。
- 涅恰耶夫少校：岩崎洋介
- 謝切諾夫博士：大塚明夫
- 扎哈羅夫教授：市橋尚史
- 斯托克豪森：杉田智和
- 彼得羅夫：梶裕貴
- 菲拉托娃：小清水亞美
- 諾拉：伊藤明日香

#### 英文配音
- 涅恰耶夫少校：Jay Rincon
- 謝切諾夫博士：Kerry Shale（英语：Kerry Shale）
- 扎哈羅夫教授：Eric Meyers
- 斯托克豪森：Alexander Ballinger
- 彼得羅夫：John Schwab
- 菲拉托娃：Diana Bermudez
- 季娜伊達：Eve Karpf
- 雙生舞伶：Meaghan Martin
- 諾拉：Samantha Kamras
- 莫洛托夫：Mike Bodie
- 葉卡捷琳娜：Meaghan Martin

#### 俄文配音
本作初始語言為俄語，部分演員同時為角色的配音。

## 评价
| 汇总媒体   | 得分                                   |
| ---------- | -------------------------------------- |
| Metacritic | (PC) 76/100 (PS5) 71/100 (XSXS) 72/100 |

| 媒体          | 得分   |
| ------------- | ------ |
| GamesRadar+   | [ 32 ] |
| GameSpot      | 6/10   |
| HardcoreGamer | 4.5/5  |
| IGN           | 8/10   |
| 新音乐快递    | [ 36 ] |
| PCGamesN      | 8/10   |
| Push Square   | [ 38 ] |
| Shacknews     | 9/10   |

Gamespot为本作打出6分，指出主角不讨喜、故事无趣、开放世界设计失败等缺点。 IGN打出8分，并称赞了游戏出色的视觉设计，也对主角的设计和故事提出了批评。

### 禁售呼吁
烏克蘭數位化轉型部副部長Alex Bornyakov向发行游戏的多个平台商发出正式信函，要求平台在全世界范围禁售该游戏，理由是认为该开发商没有发表谴责俄罗斯2022年入侵乌克兰，并且声称该开发商的資金來自「受到制裁但對俄羅斯政府具備重要性的俄國企業和銀行」。同时也呼吁全世界玩家抵制该游戏，认为该游戏内容有害，且会将玩家资料泄露给俄罗斯第三方，和收益会被作为入侵乌克兰的资金。现时乌克兰当地已禁售实体版本，但数字版本不受影响。
开发商否认了会收集玩家数据给俄罗斯安全部门的指控。开发商也对游戏发布时间刚好与俄罗斯入侵时间相近，表示对世界事务保持中立，“不对政治或宗教发表评论”，工作室“无可否认是一个反对暴力侵害人民的和平组织”。